# Daring Mystery Comics
Daring Mystery Comics è una miniserie a fumetti statunitensi, pubblicata dalla Timely Comics, un predecessore della Marvel Comics, durante gli anni trenta-quaranta. il periodo che gli storici chiamano Golden Age.
Si tratta sostanzialmente di un'antologia di supereroi che vanta tra le proprie firme quelle di Carl Burgos, Bill Everett, Alex Schomburg, Joe Simon e Jack Kirby.
Nel fascicolo n. 8 (gennaio 1942) fece la sua prima apparizione Citizen V, che ritornò anni dopo in un flashback nella serie Marvel Thunderbolts. Anche altri personaggi di Daring Mystery Comics furono ripresi in collane successive, come nei flashback della seconda guerra mondiale della serie Gli Invasori.

## Storia editoriale
Daring Mystery Comics, pubblicata dalla Timely Comics di Martin Goodman, fu inizialmente editata da Joe Simon, cui succedette Stan Lee, allora all'inizio della sua carriera e che divenne in seguito capo della Marvel.
Analogamente ad altre serie degli esordi della Timely, il materiale proveniva dalla Funnies Inc., una società che produceva fumetti su richiesta di editori che stavano cercando di entrare nel mercato.
Dopo Daring Mystery Comics n. 1-8 (gennaio 1940 - gennaio 1942), la numerazione proseguì con testate differenti. Riuscendo a superare da un lato le norme relative al razionamento della carta nel periodo bellico e le regole e tariffe postali americane, Goodman continuò la collana con Daring Comics (4 fascicoli tra il 1944 e il 1945) e Comedy Comics (con 26 fascicoli dal 1942 al 1946), entrambe iniziate con il n. 9.
Dopo il n. 8 la collana si interruppe per poi riprendere come Daring Comics N. 9-12 (4 fascicoli) tra l'autunno del 1944 e l'autunno del 1945 e Comedy Comics N. 9-34 (26 fascicoli) tra il 1942 e il 1946.

## Personaggi presentati
- Blue Diamond
- Captain Daring
- Challenger
- Citizen V
- Dynaman
- Fiery Mask
- Fin
- Laughing Mask
- Marvel Boy
- Mister E
- Silver Scorpion
- Thunderer